# 福莫薩 (戈亞斯州)

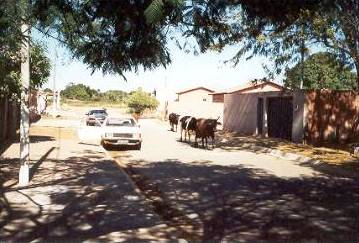
福莫薩的田園街景。

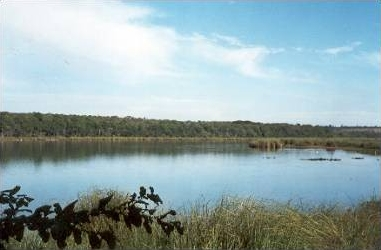
這張照片所拍攝的地點位於Lagoa Feia湖泊。

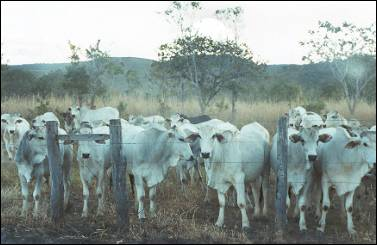
在福莫薩附近的農場中馴養的瘤牛。

福莫薩（葡萄牙語：Formosa），是巴西的城鎮，位於該國中部，由戈亞斯州負責管轄，始建於1843年8月1日，面積5,807平方公里，海拔高度916米，2010年人口100,084，人口密度每平方公里17.23人。
15°32′13″S 47°20′2″W / 15.53694°S 47.33389°W